# Бабій Адам Минович
Ада́м Ми́нович Бабі́й (19 грудня 1897, село Ріпки Звенигородського повіту Київської губернії, нині Лисянського району Черкаської області — 11 грудня 1937, поховано в Биківні поблизу Києва) — український диригент, музикознавець.

## Життєпис

Викладачі і студенти Інституту ім. М. Лисенка (1924—1925)Сидять: М. Вериківський, М. Грінченко, П. Козицький, Л. Ревуцький
Стоять: О. Кисіль, М. Калістратенко, А. Бабій, М. Коросташ

1913 року закінчив Кирилівську учительську школу, 1917 року — Київську учительську семінарію, 1927 року — диригентсько-хоровий факультет Київського музично-драматичного інституту. Від 1926 року працював у цьому інституті викладачем музично-теоретичних дисциплін та історії музики.
Керував самодіяльними хоровими колективами, зокрема Київської кондитерської фабрики імені Карла Маркса.
Від 1925 року — член бюро Об'єднання диригентів при Музичному товаристві імені Миколи Леонтовича.
Від 1930 року — науковий співробітник Кабінету українського мистецтва ВУАН.
Заарештовано 3 листопада (чи грудня) 1937 року. Бабія звинуватили в українському націоналізмі та «створенні низки петлюрівсько-націоналістичних організацій». 6 грудня засуджено до розстрілу. Вирок виконано за тиждень до 40-річчя Адама Бабія.
Посмертно реабілітовано 1956 року.

## Фахова діяльність
Брав участь у розробленні української музичної термінології, працюючи секретарем музичної секції Інституту української наукової мови ВУАН (від 1925 року).
Співукладач «Словника музичної термінології. Матеріали до української термінології» (Харків, 1930, том 20).
Автор науково-методичних праць і публіцистичних дописів із питань української хорової культури й музичного виховання.
Організатор музичних олімпіад і оглядів музично-клубної роботи в армії.
Автор низки рецензій, зокрема на книгу Філарета Колесси «Народні пісні з Галицької Лемківщини» та Василя Ступницького «Пісні Слобідської України» (обидві — рукопис).

### Основні праці
- Про походження музики // Музика. — 1925. — № 7—8.
- Нові перспективи мистецтва хорового диригування // Музика масам — 1928. — № 1.
- Основні елементи музичної грамоти: Довідкова книжка для учнів музичних професійних шкіл і педагогічних технікумів. — Харків — Київ, 1930.
- Музыкальное образование на Украине после Октября // Советская музыка. — 1935. — № 1.
- Мистецтво хорового співу: Поради керівникові хорового гуртка. — Київ — Харків, 1937.